# Idarnotorymus burdurensis
Idarnotorymus burdurensis is een vliesvleugelig insect uit de familie Torymidae. De wetenschappelijke naam is voor het eerst geldig gepubliceerd in 2008 door O. Doganlar & M. Doganlar.